# Argyria mesogramma
Argyria mesogramma là một loài bướm đêm trong họ Crambidae.